# Faida di sangue - Pumpkinhead 4
Faida di sangue - Pumpkinhead 4 (Pumpkinhead: Blood Feud) è un film per la televisione del 2007 diretto da Michael Hurst. Appartiene alla serie di film Pumpkinhead.

## Trama
Jodie Hatfield e Ricky McCoy sono due giovani innamorati ma appartengono a due famiglie in lotta tra loro, gli Hatfield e i McCoy. I due fuggono dalla città ma vengono sorpresi e Ricky viene quasi ammazzato da due degli Hatfield. Malconcio Ricky torna a casa sua ma per strada scopre il cadavere di Sarah, la sua sorellina. Scosso e furioso, sicuro che siano stati gli Hatfield, si rivolge alla strega del bosco per avere vendetta. E così, nonostante fosse stato messo in guardia dal fantasma di Ed Harley, risveglia l'essere conosciuto col nome di Pumpkinhead.
Gli Hatfield e i McCoy si alleano per difendersi dal demone, con l'aiuto dello sceriffo Dallas (che già anni prima aveva avuto uno scontro con Pumpkinhead).